# Selección de baloncesto de Guyana
La selección de baloncesto de Guyana es el equipo formado por jugadores de nacionalidad guyanesa que representa a la Federación de Baloncesto Aficionado de Guyana en las competiciones internacionales organizadas por la Federación Internacional de Baloncesto (FIBA) o el Comité Olímpico Internacional (COI): los Juegos Olímpicos, la Copa Mundial de Baloncesto y el Campeonato FIBA Américas.
Su principal logro fue la medalla de oro en el Campeonato del Caribe de Baloncesto de 2018.
En 2019, el mejor jugador de Guyana, Delroy James, quiso unirse a la selección nacional. Sin embargo, no consiguió que le ampliaran el pasaporte a tiempo.

## Historial

### Copa Mundial
Resultado General: No ocupa puesto
| Copa Mundial de Baloncesto |
| --- |
| - 1950: No calificó - 1954: No calificó - 1959: No calificó - 1963: No calificó - 1967: No calificó - 1970: No calificó - 1974: No calificó - 1978: No calificó - 1982: No calificó - 1986: No calificó - 1990: No calificó - 1994: No calificó - 1998: No calificó - 2002: No calificó - 2006: No calificó - 2010: No calificó - 2014: No calificó - 2019: No calificó - 2023: No calificó - 2027: TBD |

### Juegos Olímpicos
| Baloncesto en los Juegos Olímpicos |
| --- |
| - Berlín 1936: No calificó - Londres 1948: No calificó - Helsinki 1952: No calificó - Melbourne 1956: No calificó - Roma 1960: No calificó - Tokio 1964: No calificó - México 1968: No calificó - Múnich 1972: No calificó - Montreal 1976: No calificó - Moscú 1980: No calificó - Los Ángeles 1984: No calificó - Seúl 1988: No calificó - Barcelona 1992: No calificó - Atlanta 1996: No calificó - Sídney 2000: No calificó - Atenas 2004: No calificó - Pekín 2008: No calificó - Londres 2012: No calificó - Río 2016: No calificó - Tokio 2020: No calificó - París 2024: No calificó |

### Campeonato FIBA Américas
| - 1980: No calificó - 1984: No calificó - 1988: No calificó - 1989: No calificó - 1992: No calificó - 1993: No calificó - 1995: No calificó - 1997: No calificó - 1999: No calificó - 2001: No calificó - 2003: No calificó - 2005: No calificó - 2007: No calificó - 2009: No calificó - 2011: No calificó - 2013: No calificó - 2015: No calificó - 2017: No calificó - 2022: No calificó - 2025: ? |

### Centrobasket
| - 1965: No calificó - 1967: No calificó - 1969: No calificó - 1971: 7° Lugar - 1973: 8° Lugar - 1975: 10° Lugar - 1977: No calificó - 1981: No calificó - 1985: No calificó - 1987: No calificó - 1989: No calificó - 1991: No calificó - 1993: No calificó - 1995: No calificó - 1997: No calificó - 1999: No calificó - 2001: No calificó - 2003: No calificó - 2004: No calificó - 2006: No calificó - 2008: No calificó - 2010: No calificó - 2012: No calificó - 2014: No calificó - 2016: No calificó |

## Palmarés
- Campeonato CBC:
  -   Campeón (1): 2018
  -  Subcampeón (3): 1987, 1988, 1994
  -  Tercer lugar (4): 1981, 1984, 1985, 2000